# Алексеево (Междуреченский район)
Алексеево — деревня в Междуреченском районе Вологодской области на реке Шилекша.
Входит в состав Ботановского сельского поселения (с 1 января 2006 года по 8 апреля 2009 года входила в Хожаевское сельское поселение), с точки зрения административно-территориального деления — в Хожаевский сельсовет.
Расстояние до районного центра Шуйского по автодороге — 35,5 км, до центра муниципального образования Игумницева по прямой — 14 км. Ближайшие населённые пункты — Хожаево, Гаврилково, Пестиково.
По переписи 2002 года население — 65 человек (30 мужчин, 35 женщин). Преобладающая национальность — русские (97 %).